# Тюркмен
Тюркмен е село в Южна България. То се намира в област Пловдив, община Брезово.

## История
До Руско – турската освободителна война 1877 – 78 г. Тюркмен, както и съседните села Чоба, Гранит, Оризово, Братя Даскалови, Брезово са села населени предимно с турско население. След Освобождението имотите и земите им се изкупуват от бьлгари от близките средногорски села. Този процес не подминава и Тюркмен. Основен поминьк за онова време е скотовьдството-предимно овце и биволи, както и земеделие.

## Религии
Основна религия е християнството, в селото има само една жена, изповядваща ислям.
В селото има и християнска църква „Свети Иван Рилски“, която е реставрирана и предстои освещаването ѝ.

## Културни и природни забележителности
Тюркмен представлява малко селце с малко население. Притежава библиотека, но не и училище, поради малкият брой деца в селото. Малко след селото има язовир, благоприятен за улов на каракуда, червеноперка и шаран. От едната страна завършва с хълмове, използвани най-често за добив на камъни. Точно пред „лицето“ на селото минава шосе, водещо до Гранит, Оризово и както следва нататък. По черен път, отклоняващ се от шосето, се стига до така наречената „Стара река“, а малко след нея и до гората. „Старата река“ се използва за добив на чист и фин ситен пясък. Гората е наполовина изсечена. Подходяща е за лов на зайци и пъдпъдъци.
Големият язовир над селото – „Дългъна“ е с естествени извори. От него тръгва Тюркменската река, преминаваща през с. Гранит, Оризово и вливаща се в р. Марица.

## Редовни събития
На 1 февруари се провежда традиционен празник на лозето. На полето се зарязват лози и се заливат с червено вино, за да бъде реколката по-богата.
Традиционния събор на селото се провежда на 20 октомври.

## Личности
Родени в Тюркмен
- Атанас Тошев, български революционер от ВМОРО, четник на Иван Наумов Алябака[2]

1. ↑  www.grao.bg
2. ↑  „Дневник на четите, изпратени в Македония от пункт Кюстендил. 1903-1908“, ДА - Враца, ф. 617к, оп.1, а.е.1, л.52-53